# Phytomyza rhodopaea
Phytomyza rhodopaea är en tvåvingeart som beskrevs av Beiger 1979. Phytomyza rhodopaea ingår i släktet Phytomyza och familjen minerarflugor.
Artens utbredningsområde är Bulgarien. Inga underarter finns listade i Catalogue of Life.